# 悪魔を憐れむ歌
「悪魔を憐れむ歌」（あくまをあわれむうた、Sympathy for the Devil）は、イギリスのロックバンド、ローリング・ストーンズの楽曲で、1968年のアルバム『ベガーズ・バンケット』のオープニングを飾る。発表当初は物議を醸したが、多くのミュージシャンによってカバーされ、ローリング・ストーン誌が2004年に選出した「ローリング・ストーンの選ぶオールタイム・グレイテスト・ソング500」にて32位にランクインした。

## 概要

### 詞曲
「悪魔を憐れむ歌」は、チャーリー・ワッツのリムショットとロッキー・ディジョーンのコンガ、そしてビル・ワイマンのマラカス（シェケレの一種）が刻むサンバ調のリズムで始まる。当初はフォークソング調の編曲を加える予定だったが、ギターのキース・リチャーズの意見が取り入れられ、パーカッションを用いたサンバのテンポへと変更された。ボーカルのミック・ジャガーは、1995年のローリング・ストーン誌インタビューで、サンバは原始アフリカやラテン・アメリカまたはカンドンブレのリズムのような惑乱的なグルーヴを持ち、強力な作品を作るには持って来いの媒介になるため選択したと答えている。これらリズムに呪術的なコーラスが加わり、曲全体の雰囲気を醸し出している。
この曲は、ミックとキース・リチャーズ共作（ジャガー/リチャーズ）とクレジットされているが、基本的に作詞、作曲はミック一人で行われており、キースは「別のリズムでやってみたらどうか」と提案したのだという
。歌詞にはシャルル・ボードレールの作品が影響したという意見があったが、これを聞いたジャガーは否定し、仮にフランス文学からアイデアを得たとしてもそれはボブ・ディランの歌に影響を受けたのと同程度だと回答をしている。ただし、2002年のインタビューでキースは当初のフォーク・アレンジはボブ・ディラン調だったとも話している。
ニッキー・ホプキンスのピアノが入るのと同時に、ミックの歌唱が始まる。実際には、歌詞は1920年代に執筆されたミハイル・ブルガーコフの小説「巨匠とマルガリータ」との著しい類似が散見され、大きく影響を受けたと解釈されている。その典型的な部分が、歌詞と小説の冒頭にある。
このように一人称と三人称の違いはあれ、どちらも、とある男による突然の話しかけを口火に始まる。
しかし「悪魔を憐れむ歌」の男は名乗らず、自分を「財産家で趣味の良い者」と言う。そして、世界の歴史の中でいかに自らが多くの事柄に関与してきたのかを物語り始める。イエス・キリストの処刑を皮切りに、ロマノフ朝一族を虐殺した1917年から1918年にかけてのロシア革命、第二次世界大戦の死臭漂う電撃戦、各国の元首たちが神の名の下に百年間争いに明け暮れたヨーロッパの宗教戦争が続く。ジョン・F・ケネディとロバート・ケネディの暗殺にも言及している。元々はケネディ大統領暗殺事件のみを題材に選んでいたが、レコーディング中に弟のロバート暗殺の報に触れ、歌詞に兄弟両方の事件を示唆するよう「Kennedy?」（単数）から「Kennedys?」（複数形）へと変更が加えられた。
リフで男は、自分の名を当てるよう求める。アルバムの日本語詞でこの部分は、もう気づいているだろう?という問い掛け風に訳される。そして、数々の企みを仕掛けて来た、という言葉を投げかける。
途中から「Woo,woo」というコーラスが聴こえてくるが、このアイディアはプロデューサーのジミー・ミラーの発案である。ミラーがコントロールルームでこの曲にのせて一人「Woo,woo」と口ずさんでいたところ、他のメンバーもこれに合わせてきたため、すぐにエンジニアにマイクをセットさせ録音したのだという。このコーラスにはストーンズのメンバーとミラーの他にニッキー・ホプキンス、マリアンヌ・フェイスフル、アニタ・パレンバーグ、スキ・ポワティエ、エンジニアのグリン・ジョンズも参加している。
リズムギターが無いだけに際立つギター・ソロ はキースの演奏による。この曲でキースはベースも担当している。ドキュメント映像では、最初はビル・ワイマンがベースを弾いていたが、途中からキースに替わった。この楽器担当の変化は、リハーサルを重ね試行錯誤を繰り返す内にビルの演奏に満足しないキースがぶんどってしまったもので、キースがレコーディングの主導権を完全に掌握した事を物語っている。なお、ブライアン・ジョーンズも録音に加わっているが、テイクはほとんど採用されていない。
ギター・ソロの後に続く歌詞は、激しい調子で物事には表裏があることを叫ぶ。警官（cop）と犯罪者（criminal）、罪人（sinner）と聖人（saints）をそれぞれ並べたこの箇所は、子音「c」と「s」を巧みに対比させたミックの詩作能力が発揮された例のひとつに挙げられる。そして男は、自己を悪魔ルシファーと呼ぶよう求め、悪魔らしい傲慢な警告を与える。
繰り返されるリフの後、一貫して流れるサンバのリズムとコーラスに、ミックの叫びとキースのギターが被りながらフェードアウトしつつ、曲は終わる。

### 制作
作曲作業中、この曲のタイトルは「The Devil is My Name」だった。2003年に出版された本『According to the Rolling Stones』でチャーリーが語ったところによると、「悪魔を憐れむ歌」は作曲や録音においてバンドが数々の試行錯誤を繰り返した曲のうちの一つであった。サセックスの自宅玄関でミックから聴かされた同曲をチャーリーは素晴らしいものと評したが、そこに様々な手法や工夫が加えられ、最終的には大きく印象が異なる曲に仕上がった。例えば、チャーリーのドラミングは、リズムこそ異なるがケニー・クラーク(en)が「チュニジアの夜」で演奏したラテンジャズの奏法を用いている。

### レコーディング
「悪魔を憐れむ歌」は1968年6月4日から翌日まで、ロンドンのオリンピック・スタジオで行われ、オーバーダビングは8日から10日までの三日間で施された。
録音の様子を撮影した映像によると、キースは1957年製ギブソン・レスポールカスタム3ピックアップだけを使い、ギターソロではその特性を充分に引き出している。映像には多くのヴォックスAC-30やSupremeなど多種のアンプが見られる。ニッキー・ホプキンスは、この曲での自身のピアノ演奏を非常に気に入っており「自分の生涯でのベスト5に入るプレイ」とまで語っている(1995年2月に「レコード・コレクターズ」で掲載されたインタビューにおいて)。

### レコーディング・メンバー
ローリング・ストーンズ
- ミック・ジャガー - リード＆バッキングボーカル
- キース・リチャーズ - エレキギター、ベース、バッキングボーカル
- ブライアン・ジョーンズ - バッキングボーカル
- ビル・ワイマン - マラカス、バッキングボーカル
- チャーリー・ワッツ - ドラムス、バッキングボーカル

ゲストミュージシャン
- ジミー・ミラー、マリアンヌ・フェイスフル、アニタ・パレンバーグ - バッキングボーカル
- ニッキー・ホプキンス - ピアノ、バッキングボーカル
- ロッキー・ディジョン - コンガ

## 解釈

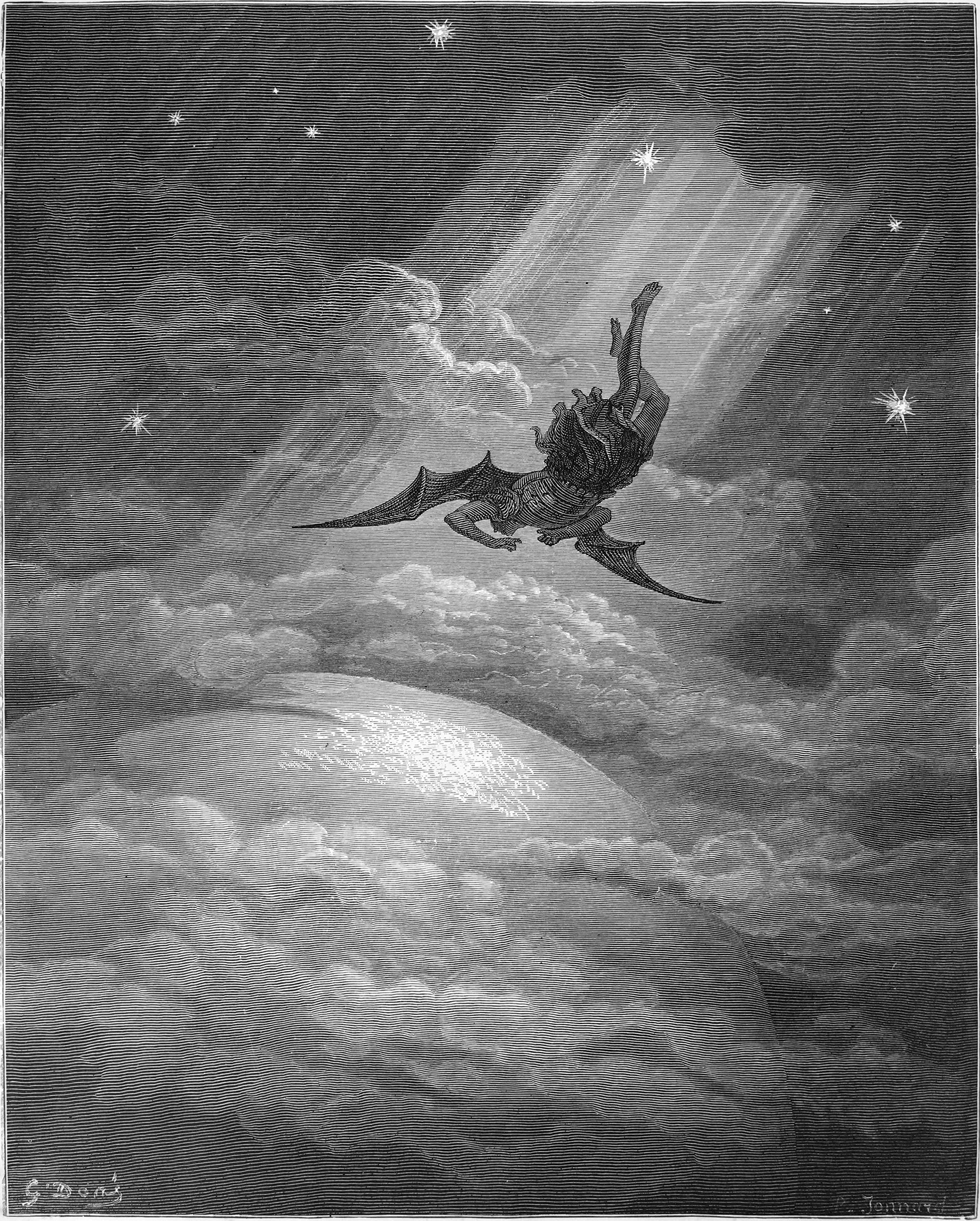
ギュスターヴ・ドレの筆による悪魔ルシファー

### 悪魔はどこまで介在したのか
前述の通り、「悪魔を憐れむ歌」は小説「巨匠とマルガリータ」から着想を得ている。当時の恋人であったマリアンヌ・フェイスフルが薦め、ミックはこの小説を読んでいる。共通点は冒頭の部分だけではなく、小説に登場する悪魔ヴォランドが、総督ピラトがイエス・キリストを審問する様を実際に見たかのように語る部分も似通っている。
しかし、両者では悪魔の役割が異なる。ヴォランドは、スターリン時代のソビエト連邦とキリスト処刑時代の間で、悪魔の一団を率いてモスクワを舞台に様々な事件を引き起こす黒幕として暗躍する。それに対し、「悪魔を憐れむ歌」の悪魔が事件にどの程度関わったのかは明瞭ではなく、多くの解釈がある。日本語訳詞では悪魔が深く関与している事になっており、ニコライ2世を殺害しアナスタシアが空しい懇願をした相手もこの悪魔とされている。また、悪魔が総督ピラトに手を洗わせた行為が、「手を洗う」が英語の慣用表現で「厄介事から離れる」（日本語の慣用句「足を洗う」に近い）事を意味する点から、イエスへの同情と罰を求める世論との間で板ばさみになった総督に処刑の決断を促したと解釈し、悪魔の干渉が大きいという意見もある。
一方で、悪魔は事件の脇役もしくは只の傍観者 だとする解釈もある。『ベガーズ・バンケット』録音直前の1968年3月に、ミックはベトナム戦争反対デモに参加し、5月にはフランスで五月革命が起こった。「悪魔を憐れむ歌」はアナログ盤A面1曲目に収録されているが、これはB面1曲目の政治色が濃い「ストリート・ファイティング・マン」と対を成しており、「巨匠とマルガリータ」のテーマでもある人間の愚行と反体制的思想をそれぞれ現代的なポップ・ミュージックに転換したという意見である。変革が行われる度に繰り返される流血は人類自らが招くもので、曲は、悪魔ルシファーが人間の心の闇に囁きかけ、起こった事件を眺めながら嘲笑し、面白がってかきまわす 様を描写することで風刺していると読み取っている。
ローリングストーン誌のインタビューで「悪魔を憐れむ歌」について語ったミックは、この登場人物は善悪を両方とも含んだ歴史の長さを象徴していると答え、歌詞はそのすさまじく長い軌跡の中のほんの一部を表現したとのみ話している。

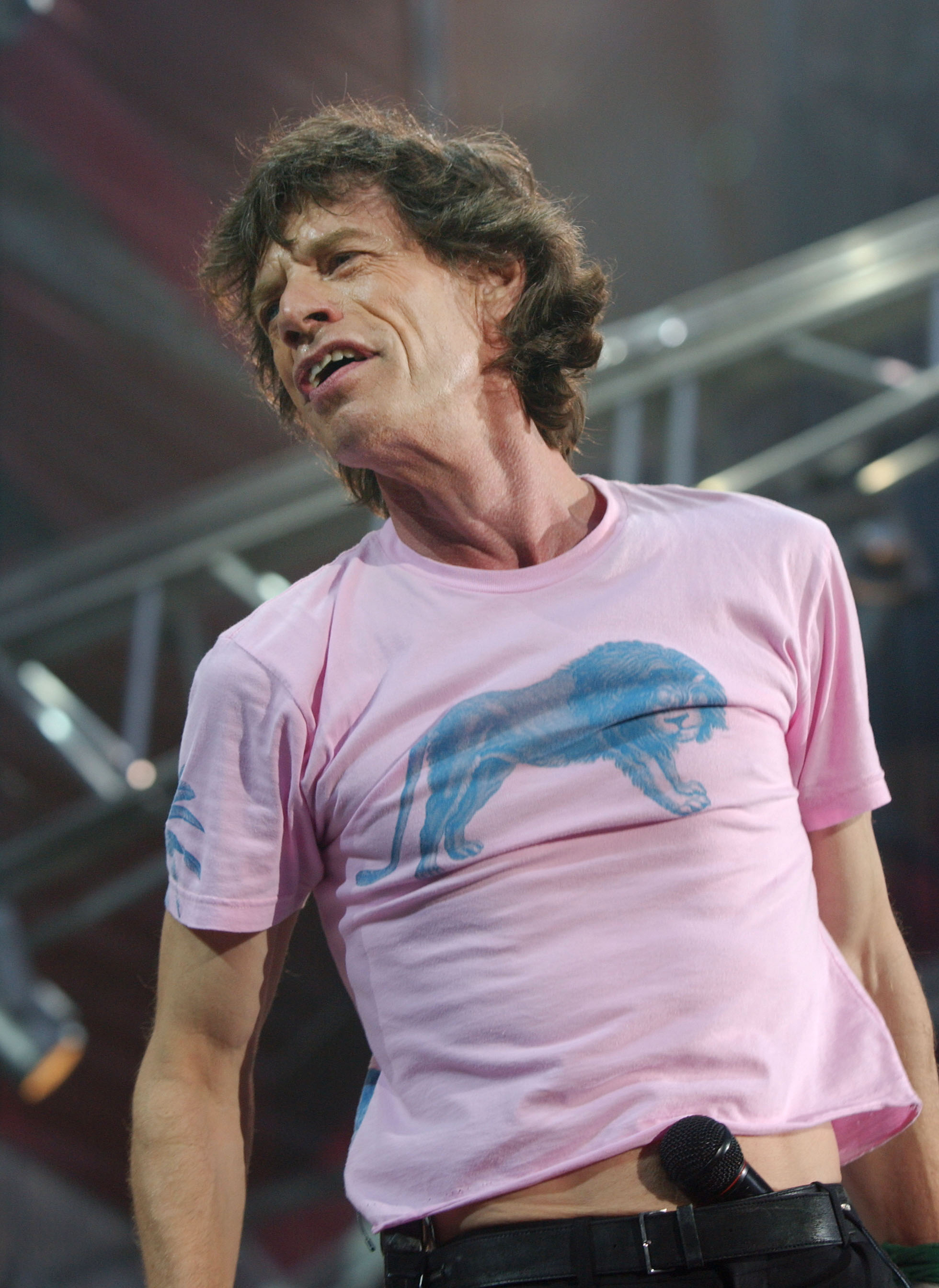
ミックは果たしてルシファーの権化か、それともただのミュージシャンかが議論された。（写真は2003年撮影）

### サタニズム
『ベガーズ・バンケット』発売以前から、ローリング・ストーンズは既に「夜をぶっとばせ」のような性的な内容を前面に押し出し、神経を逆撫でするような曲 や、サタニズムを申し立てられる曲を発表していた。また、ひとつ前のアルバムは、直接的に悪魔を示す要素を含まないものの、『サタニック・マジェスティーズ』というタイトルがつけられている。
そして発表された「悪魔を憐れむ歌」は物議を醸した。「Sympathy（同情、共感）」という単語が先頭を飾っていたことは大衆に色々な噂話を喚起し、いくつかの宗教団体はローリング・ストーンズは悪魔崇拝者であり、若者たちを堕落させる影響を発しているという懸念を持った。しかし歌詞はあくまで人類が歴史に刻んだ残虐行為に焦点を置いている。サンバの調子について、ミックは白人にとって異文化の音楽に当たるアレンジが、何かしら非常に不吉なモノを感じさせる効果があると述べている。
アメリカ合衆国の音楽雑誌「Creem」(en)でのインタビューでミックは、たった一つの曲を引き合いに出して人々がローリング・ストーンズを悪魔崇拝者だと言う批判にかなり戸惑ったと言った。『ベガーズ・バンケット』にはオカルト的な要素もあるが、すべてを悪魔を連想させるもので彩っているわけではないとも反論した。そして、これらはヘヴィメタルバンド全体にも当てはまるような安易な連想によるものだと言い切った。やがて曲を巡る論評も混沌とし、キースはこの曲がルシファーに楯突くものだという意見もある事を引き合いに出して「これじゃまるで誰もがルシファーじゃないか」と苛立ちを隠さなかった。
だが、やがてこの論争は沈静化していった。それは、『ベガーズ・バンケット』からカットされた最初のシングル「ストリート・ファイティング・マン」がアメリカの人種暴動(en)や1968年抗議(en)を歌っているという議論が盛んになったためである。

## オルタモントの悲劇
「悪魔を憐れむ歌」はライブでしばしば演奏され、ミックはステージで悪魔まがいの扮装までしていた。長年の封印を経て公開されたテレビ番組「ロックンロール・サーカス」でも、ミックは胸に魔物のタトゥーを仕込み、同曲の演奏中に上半身裸になってこれを見せつけた。
1969年12月6日、オルタモント・スピードウェイで行われたオルタモント・フリーコンサートで観客のメレディス・ハンターが当日会場の警備を担当していたヘルズ・エンジェルスのメンバーに殺害される、いわゆる「オルタモントの悲劇」が起こった。この事件の瞬間「悪魔を憐れむ歌」が演奏されていたという誤解がかなり広範囲に信じられているが、実際は「アンダー・マイ・サム (Under My Thumb)」であった。この様子は映画『ギミー・シェルター』においても確認ができる。ローリングストーン誌も当初この間違いを報じた。しかし「悪魔を憐れむ歌」はライブの早い段階で演奏され、観客同士の喧嘩を理由にした中断を挟んでライブが再開された後、ハンターが殺されるまでの間に他の数曲が演奏されている。この事件にショックを受けたローリング・ストーンズはバンドの悪魔的・反体制的なイメージを払拭する方向へ転換し、「悪魔を憐れむ歌」も演奏されなくなった。
数年のブランクを経て、1975年に「悪魔を憐れむ歌」はセットリストに復活し、1989年以降はライブでの定番となった。ライブ音源は、『ゲット・ヤー・ヤ・ヤズ・アウト』（1970年）、『ラブ・ユー・ライブ』（1977年）、1990年2月の東京ドームライブ音源を収録した『フラッシュポイント』（1991年）、『ロックンロール・サーカス』（1996年）、『シャイン・ア・ライト』（2008年）に収録されている。ベスト・アルバムでは『ホット・ロックス』（1971年）、『フォーティ・リックス』（2002年）、『GRRR!』（2012年） に収められている。

## 映画
「悪魔を憐れむ歌」は、ジャン＝リュック・ゴダール監督1968年製作映画のタイトルでもある。原題を『ワン・プラス・ワン』（日本では『ワン・プラス・ワン/悪魔を憐れむ歌』）というこの映画は、1960年代末期アメリカのカウンターカルチャーを描き、また同年6月4日から11日の間に行われた ローリング・ストーンズの同曲スタジオ録音の様子を収録したドキュメンタリーを含んでいる。この撮影はゴダールの要望によるものだとミックは語り、「悪魔を憐れむ歌」も特に選んだわけではないと話した。
ただし映画製作以前、ゴダールはローリング・ストーンズを知らなかった。1968年にジョン・レノンを主人公にしたキリスト教映画を撮影しようと打診したが断られ、代わりに素材になるビートルズのようなバンドを探し、行き当たっただけである。
映画のレコーディング風景を記録した部分は「悪魔を憐れむ歌」がリハーサルを重ねて変化する様子を捉え、当初のアレンジと、全く印象が異なる完成形を比較することが出来、貴重な資料とみなされている。ただしこれには決定的な変更が加えられる肝心なシーンを逃しているとの評もある。また、ブライアン・ジョーンズがバンド内で孤立してゆき6月8日に脱退するに至る様を刻銘に収めている。

## カバー

### 1900年代
「悪魔を憐れむ歌」は数多くのミュージシャンにカバーされた。 ロキシー・ミュージックのブライアン・フェリーは1973年10月に発表したソロ・アルバム『愚かなり、わが恋』の中で同曲をカバーしている。優れたものではジェーンズ・アディクション（『ジェーンズ・アディクション』（ライブ）、1987年）、より暗鬱で複雑なものではブラッド・スウェット・アンド・ティアーズが「Symphony For the Devil」と題した曲（『BS&T 3』、1970年）がある。他にも、サンディー・ショウ(en)（『Reviewing the Situation』、1991年）、ティアマット(en)（『スケルトン・スケルトロン』(en)、1999年） らがカバーしている。ライブ音源では、ワイドスプレッド・パニック(en)が1987年のハロウィンライブで同曲を演奏しアルバム『Jackassolantern』（2004年発売）に収録した例 や、ナタリー・マーチャント(en)1996年発売のライブ音源カバーがある。
独自のアレンジを加えた例もある。謎の音楽グループ、レジデンツは『ザ・サード・ライヒンロール』(en)（1976年）の最終曲に、2つのクォドリベット(en)形式でカバーした「悪魔を憐れむ歌」を収録した。1989年、スロベニアのライバッハは、リヒャルト・ワーグナーの交響曲から影響を受けつつテクノポップ調に仕上げた「Sympathy for the Devil」というコンパクト盤を発表した。また、一部を借用したものでは、パール・ジャムの曲「The Water Pouring Song」（ライブ）に含まれるインストゥルメンタルの「悪魔を憐れむ歌」や、ボン・ジョヴィが「キープ・ザ・フェイス」(en)のライブでこの曲のピアノによるカバーをよく演奏する例がある。U2のボノも「ルビー・チューズデイ」ともどもこの曲を「バッド」(en)にからめて演奏する。最も有名なパフォーマンスでは魂の叫びに収められたロンドンでのライヴエイドステージ演奏がある。
日本ではPYGのライブ・アルバム『FREE WITH PYG』(1971年）に収録されている。

### ガンズ・アンド・ローゼズ瓦解の引き金
アメリカのロックバンド、ガンズ・アンド・ローゼズが、1994年にカヴァーした「悪魔を憐れむ歌」はシングルで発売され、Billboard Hot 100の55位にランクインした。
この曲は、アン・ライスの小説を原作とするニール・ジョーダンの監督映画『インタビュー・ウィズ・ヴァンパイア』の主題歌に使われ、またベスト・アルバム『グレイテスト・ヒッツ』のボーナストラックに収録された。その一方で、このカバー曲はバンド内に確執を引き起こし、1996年にギタリストのスラッシュが脱退する遠因ともなったことで知られる。これは、アクセル・ローズの友人、ポール・トバイアス(en)がスラッシュへの断り無しにギターフレーズをスラッシュのそれに被せて録音をしたためである。後にスラッシュは、この事件は自分をバンドから追い出すために仕組まれた陰謀だと主張し、ガンズ・アンド・ローゼズの「悪魔を憐れむ歌」はまさにバンドが空中分解する音だったと評した。アクセルはpolitesseというフランス語の単語を知らなかったのかpoliticsと誤って歌っている。

### 2000年代
2000年代になっても「悪魔を憐れむ歌」はカバーされ続け、エレクトリック・ヘルファイアー・クラブ(en)（『Empathy for the Devil』、2000年）、インキュバス・サッキュバス(en)（『Science and Nature』、2007年）などがある。インダストリアルメタルのスクリュー(en)はデビュー・アルバム『Burning in Water, Drowning in Flame』（2005年）に大幅なアレンジを加えて収録している。オジー・オズボーンは2005年にボックス・セット『Prince Of Darkness』とカバーアルバム『Under Cover』の両方でこの曲をカバーした。
2003年9月、アブコ・レコードからオリジナルの音源を使用したリミックス・シングルが発売された。このリミックスはザ・ネプチューンズ, ファットボーイ・スリム, フル・ファットが手掛けた(全米97位、2022年1月3日現在、このリミックスシングルがローリング・ストーンズにとって最後のHot100入りしたシングルである)。
2006年、ウルグアイでは、ムルガ(en)のリズムに乗せてアルゼンチンのDiego Capusottoがスケッチ・コメディー「Peter Capusotto y sus videos」でこの曲をカバーしている。2008年にはWandering Gauchos of Senegalが、オーストラリアにおけるセネガル難民を支援するためにリリースされたデビューアルバム「Que Pasa, Diablo?」でこの曲をコピーした。この他にもインドネシアやマレーシア・南アフリカ・オーストラリアなど世界中のミュージシャンによってカバーされている。
2012年、リッキー・リー・ジョーンズがアルバム『The Devil You Know』においてカバー。
2015年、モーターヘッドがアルバム『バッド・マジック』でカバーした。

## 邦題
邦題「悪魔を憐れむ歌」の訳には、否定的意見もある。当時、洋楽の日本語タイトルは安易に付けられるケースが多く、レコード会社の担当や親しいファンクラブの人間などが思いつきで決める場合もあった。本曲もその例に当たると思われている。四方田犬彦は「悪魔とつるもう」、松本朱美は「悪魔に賛同する歌」 の方がまだ本来の語感を捉えていると違和感を唱えた。